# Burgstall Karlsburg
Der Burgstall Karlsburg, auch Karlsberg genannt, ist eine abgegangene Höhenburg auf 633 m ü. NHN über dem Würmtal etwa 750 Meter nordwestlich der Filialkirche St. Alto von Leutstetten (Stadt Starnberg) im Landkreis Starnberg in Oberbayern. Der markante Bergsporn war wahrscheinlich bereits in vorgeschichtlicher Zeit besiedelt und wurde im Hochmittelalter zu einer der größten Burganlagen der Region ausgebaut. Die Anlage wird als Bodendenkmal unter der Aktennummer D-1-7934-0050 im Bayernatlas als „Burgstall des hohen Mittelalters ("Karlsburg") sowie Siedlung vorgeschichtlicher Zeitstellung“ geführt. 

## Geschichte
Der geräumige Moränanenhügel könnte bereits in frühgeschichtlicher Zeit einen Herrensitz getragen haben. Einzelfunde aus der Bronze- und Hallstattzeit stehen möglicherweise in Zusammenhang mit einer großen Grabhügelnekropole westlich der Würm. Auffällig ist das Fehlen eindeutiger Siedlungsspuren späterer Zeitabschnitte. Eine erneute Nutzung des Burgplatzes scheint erst im frühen Hochmittelalter erfolgt zu sein. Einige Forscher vermuteten wegen des ausgeprägten Grabensystems im Osten der Burg eine ungarnzeitliche (10. Jahrhundert) Zeitstellung der Anlage. Diese Befestigungsabschnitte wurden jedoch im Hochmittelalter oder später stark verändert.
Der Sage nach soll Karl der Große auf der Burg zur Welt gekommen sein. Diese Überlieferung erinnert wohl an den karolingischen Grundbesitz im Gebiet der oberen Würm, der hier um 800 wahrscheinlich ist. Für eine Wehranlage dieser Zeitstellung gibt es jedoch keine Anhaltspunkte.
Die Burg auf dem Karlsberg erscheint erst im 12. Jahrhundert in den Schriftquellen. Um 1114/23 wird ein Degenhard von Karlsberg urkundlich. Der Ministeriale saß als Dienstmann der Pfalzgrafen von Bayern auf dem Hügel über der Würm. Die Veste lag zwischen zwei großen Forstgebieten, wahrscheinlich Reichsforsten. Diese Wälder konnten von der Burg aus verwaltet werden. Den Pfalzgrafen oblag die Betreuung der Königsgüter in Bayern.
Möglicherweise steht der hochmittelalterliche Ausbau der Burg in Zusammenhang mit dem Konflikt zwischen den aufstrebenden Wittelsbachern und den mächtigen Grafen von Andechs, die in Starnberg über einen befestigten Stützpunkt verfügten.

Grundplan der abgegangenen Karlsburg nach Kreuter (1837)

1171/72 wurden auf dem „castro Karlsperch“ aufwändige Pfingstfeierlichkeiten abgehalten.
Um 1313 soll die große Burg während des Krieges der Herzöge Rudolf I. und Ludwig IV. zerstört worden sein. Anschließend diente die große Burganlage nur noch als Jagdhaus. Das Steinmaterial wurde in der Folge ausgebrochen und u. a. für den Neubau des Schlosses Leutstetten (1565) wiederverwendet. Johannes Aventinus beschrieb 1566 den Burgplatz kurz in seiner Bairischen Chronik: „Jene Burg wird noch gezeigt, wenn auch halbzerstört“.
1837 erforschte der Architekt Kreuter das Areal der Hauptburg und legte die Fundamente der Ringmauer frei. Heute ist das Bodendenkmal dicht bewaldet, das Grabensystem nur schwer zugänglich.

## Beschreibung

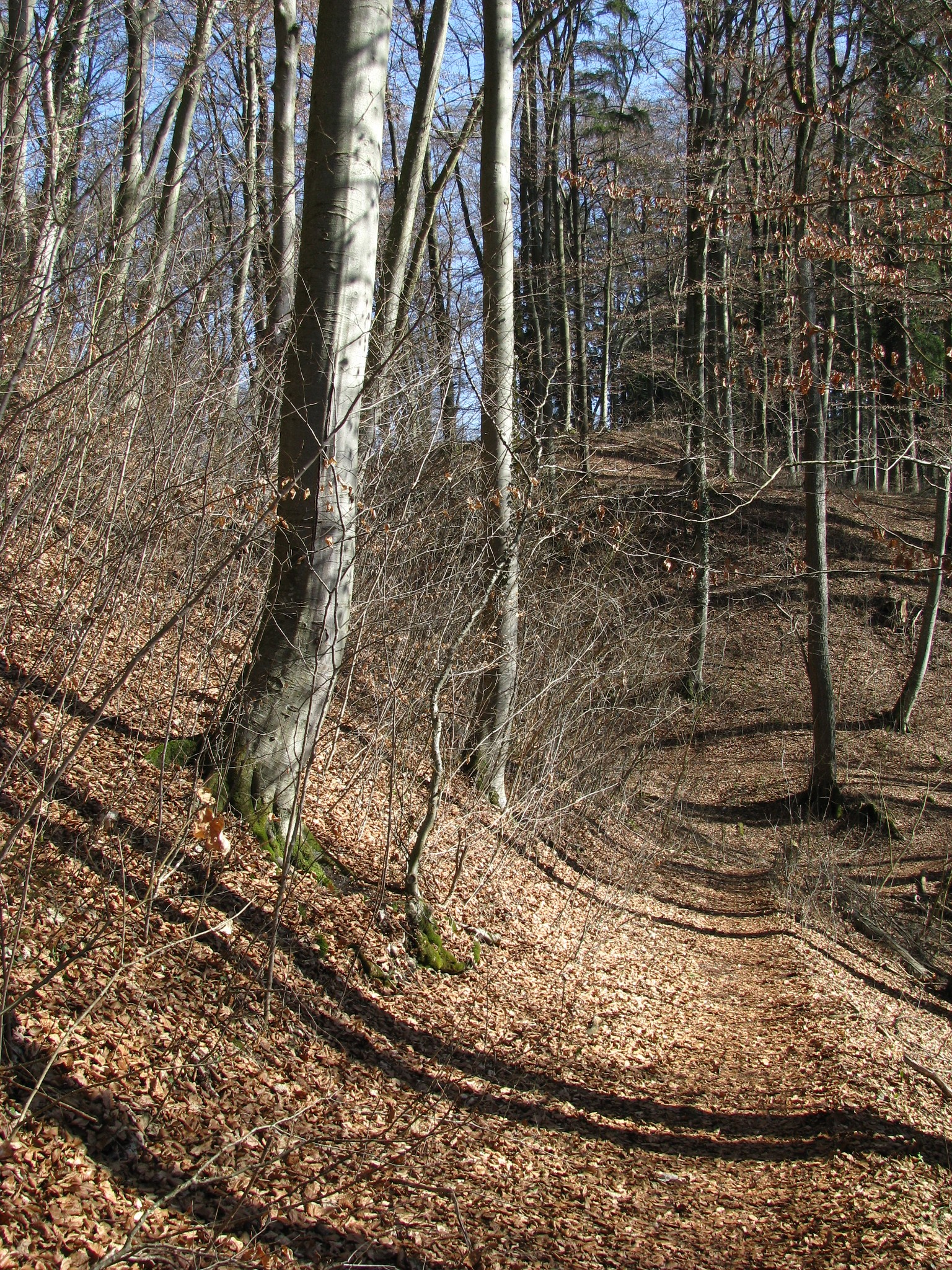
Geländestufe am südlichen Hang

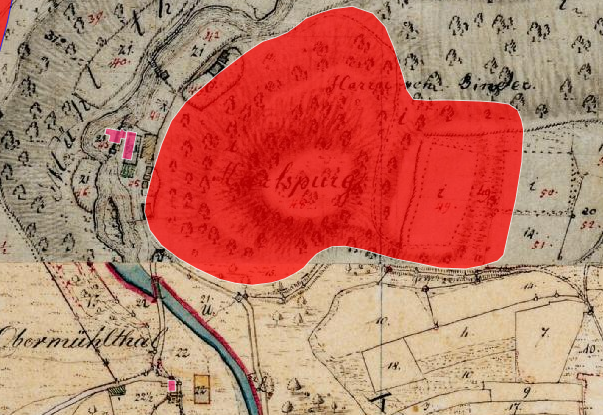
Lageplan von Burgstall Karlsburg auf dem Urkataster von Bayern

Die Burg wurde auf einem nach Westen ausspringenden Moränenzug über dem tief eingeschnittenen Würmtal angelegt. Das Plateau der etwa zungenförmigen Hauptburg wird auf drei Seiten von einem drei bis vier Meter unterhalb des Innenraumniveaus verlaufenden Hanggraben gesichert. Der Graben ist allerdings weitgehend zu einer schmalen Geländestufe bzw. Berme verebnet. Im Norden ist auf halber Hanghöhe nochmals eine offenbar künstlich abgesteilte Geländestufe erkennbar, die in den inneren Halsgraben einmündet.
Auf der Südseite der Hauptburg fällt der Hang relativ steil ohne Hanggraben zu einer tiefen Erosionsrinne ab, die den Burgplatz zusätzlich schützt. Auch im Westen und Norden fallen die Bergflanken steil ins Tal.
Der Innenraum der Kernburg ist stark zerwühlt. Gut erkennbar ist der Schuttwall der steinernen Ringmauer, die im Hochmittelalter durch sieben rechteckige Schalentürme bewehrt war. Im Norden sind noch einige Fundamentspuren aus Roll- und Bruchsteinen zu verfolgen. Eine kreisrunde Grube im Südosten deutet auf den Standort eines Bergfriedes hin.
Gegen Osten sind der Hauptburg zwei Vorwerke vorgelagert. Von der innere Vorburg (ursprünglich etwa 40 mal 80 Meter) ist weitgehend nur noch eine hohe Erdrippe vor dem inneren Graben erhalten. Besser erhalten ist die äußere Vorburg. Das annähernd rechteckige Plateau (ca. 70 mal 100 Meter) wird im Norden und Osten von Randwällen begleitet.
Durch die umfangreichen Erdwälle und Gräben erinnert dieser Abschnitt heute auf den ersten Blick an frühmittelalterliche, speziell ungarnzeitliche Befestigungswerke. Tatsächlich wurde die Karlsburg deshalb gelegentlich als Ungarnschutzburg des 10. Jahrhunderts interpretiert, so etwa 1999 von Michael Weithmann.
Eine lokale Überlieferung berichtet von einem erfolgreichen magyarischen Angriff auf den Karlsberg. Eine Funktion als Ungarnrefugium ist nicht gänzlich auszuschließen, da auch die Hanggräben um die Kernburg und die zum Flusslauf hinunter geführten Abschnittsgräben der Vorburgen auf eine frühmittelalterliche Entstehung der Burganlage hindeuten. Im Bereich der Vorwerke sind die Gräben teilweise über zehn Meter tief und setzen sich nach Nordwesten zum Bergfuß fort. Der lange mittlere Quergraben scheint allerdings erst nachträglich in das Areal der inneren Vorburg eingetieft worden zu sein.
Die Veste entstand sicherlich bereits vor 1120, als die Wittelsbacher das Amt der Pfalzgrafen von Bayern übernahmen. Frühmittelalterliche Befestigungselemente erscheinen auch noch gelegentlich bei Burgneubauten des 11. und frühen 12. Jahrhunderts. Die genaue Zeitstellung der erhaltenen Erdwerke wäre nur durch aufwändige archäologische Untersuchungen zu klären. Typologisch steht die Burg am Übergang vom früh- zum hochmittelalterlichen Burgenbau, der Grundriss deutet eher auf eine Entstehung zu Beginn des Hochmittelalters.

## Natur- und Denkmalschutz
Der Burgstall Karlsburg liegt innerhalb des Landschaftsschutzgebiets Würmtal (LSG-00361.01), das 1984 unter Schutz gestellt wurde. 2004 folgte die Anerkennung des Landstrichs um den Karlsberg als FFH-Gebiet unter dem Namen Moore und Wälder der Endmoräne bei Starnberg.